# Castrum Waldia

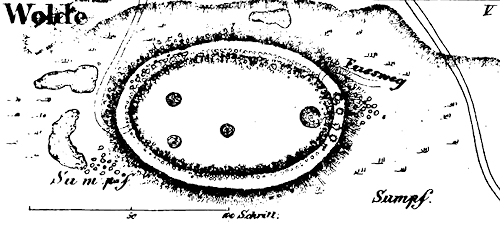
Plattegrond van de ringfort

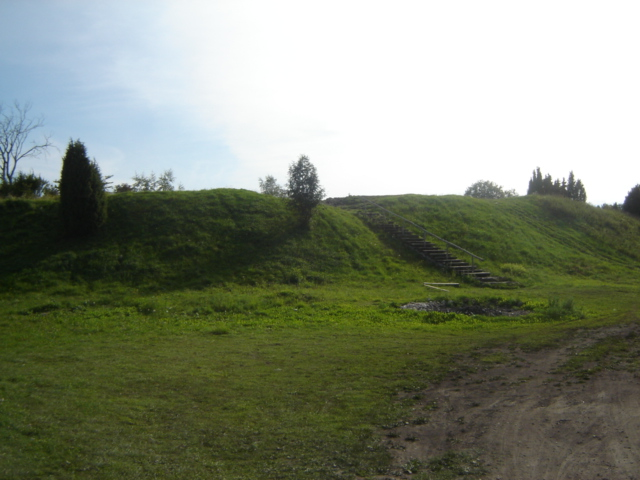
Restanten van de walburcht

Castrum Waldia is een historisch ringfort dat zijn oorsprong vindt in de 12e eeuw op het Estse eiland Saaremaa. Het bolwerk, gelegen ongeveer 700 meter ten zuiden van Valjala, was in die tijd het voornaamste fort op het eiland. Met een ovale vorm en afmetingen van ongeveer 120 meter bij 110 meter, bood het een binnenplaats van 3.600 vierkante meter en was het het enige stenen kasteel op Saaremaa. De hoogte van de muren varieert van 3-6 meter aan de binnenkant tot 5-8 meter aan de buitenkant.
Het bolwerk speelde een belangrijke rol in de geschiedenis van Saaremaa, zoals gedocumenteerd in de historische verslagen van Hendrik van Lijfland. Het werd beschreven als de sterkste stad onder alle Oseliërs, een aanduiding van zijn strategische positie in de regio. De nabijheid van de actief gebruikte Lõve-rivier voegde een tactische dimensie toe aan de locatie.
In januari 1227 organiseerden de Lijflandse Zwaardbroeders een invasie tegen Saaremaa. Na de verovering van het nabijgelegen bolwerk van Muhu werd het Valjala-bolwerk belegerd. Ondanks weerstand gaven de verdedigers zich uiteindelijk over, wat leidde tot de voltooiing van de kruisvaardersverovering van Estland.
Archeologische opgravingen, gestart in 1895 en later tussen 1962 en 1964, onthulden funderingen van gebouwen en kachelvloeren. Vondsten omvatten kruisboogbouten uit het beleg van 1227. Hoewel het bolwerk na de kruistocht in gebruik bleef, wijzen aanwijzingen op sloop, mogelijk na opstanden tussen 1236 en 1261.